# Campbell v Hall
Campbell v Hall  est une affaire tranchée par la Cour du Banc du Roi en 1774. À première vue, il s'agissait d'une action privée en recouvrement de sommes versées à un agent fiscal, mais la décision fixait la principes de l'autorité constitutionnelle du roi dans une colonie britannique, décidant entre autres qu'une telle autorité est absolue jusqu'à ce qu'une assemblée représentative soit accordée, moment auquel l'autorité de la Couronne est limitée.
L'affaire a d'abord été entendue par le tribunal du maire et de la ville de Londres, lequel tribunal a rendu un verdict spécial et l'a renvoyé à la Cour du banc du roi, qui a ensuite entendu la demande sur une question de droit.
La décision a porté sur la validité d'une taxe imposée à Grenade. Ce fut le déclencheur d'un examen de la situation constitutionnelle de la Grenade et d'une révision de la situation dans tous les territoires britanniques.
La situation politique au moment du jugement était également intéressante ; c'était l'époque de la rébellion fiscale dans les colonies américaines (y compris les Antilles) et c'était en effet deux ans avant la déclaration d'indépendance américaine. Le jugement était donc susceptible de provoquer des troubles politiques.
Le jugement de Lord Mansfield a regardé au-delà des faits étroits de l'affaire. Il passa en revue le droit applicable aux colonies britanniques en général et énonça une série de points importants de droit constitutionnel applicable aux possessions britanniques.

## Les faits
La Grenade a été conquise aux Français et officiellement cédée à la Grande-Bretagne en 1763. Le roi a publié une proclamation en date du 7 octobre 1763 selon laquelle tous les gouverneurs des colonies nouvellement acquises étaient instruits "dès que l'état et les circonstances desdites colonies l'admettront" à convoquer une assemblée générale. Le 9 avril 1764, le roi (George III) nomme un gouverneur, le général Melville.
Enfin, le 24 juillet 1764 (avant que Melville ne parte pour la Grenade), des lettres patentes ont été émises pour imposer un droit de quatre et demi pour cent sur toutes les marchandises et sucres exportés de l'île de Grenade, afin d'égaliser le droit à travers les îles Sous-le-Vent. Melville arriva à Grenade le 14 décembre 1764. En 1765, il convoqua une assemblée.
James Campbell a acheté une plantation à Grenade. William Hall percevait les droits de quatre et demi pour cent. Campbell a déposé une réclamation pour récupérer auprès de Hall l'argent qu'il avait payé à titre de droits. Campbell a prétendu que le droit n'avait pas été imposé par une autorité légale ou suffisante.
Campbell a réussi, la décision s'appuyant sur d'importants principes constitutionnels.

## Le jugement
Le juge en chef Lord Mansfield a conclu :
- Un pays conquis par les armes britanniques fait partie des possessions et domaines du roi en droit de la couronne du Royaume-Uni ; et, par conséquent, est nécessairement soumis à la compétence du Parlement.
- Les habitants conquis reçurent autrefois la protection du roi et devinrent donc les sujets du roi à tous égards.
- La loi d'une colonie y affecte également toutes les personnes et tous les biens : les « Anglais » n'ont dans la colonie aucun privilège distinct des habitants conquis de la colonie.
- Le roi a le pouvoir de faire des lois pour le pays conquis sans l'assentiment du Parlement, mais cette législation est subordonnée à sa propre autorité au Parlement de sorte qu'il ne peut apporter aucun nouveau changement contraire aux principes fondamentaux tels que l'exemption d'un individu du pouvoir de Parlement.
- Une fois que le roi a irrévocablement accordé à un territoire une assemblée représentative pour concourir à l'élaboration des lois, il ne peut plus légiférer par décret ou imposer des impôts sans eux.

Le jugement de Lord Mansfield a réaffirmé le pouvoir du roi de faire des lois et d'imposer des impôts à une colonie de sa propre autorité. En plus des déclarations judiciaires passées (dont peu ont été trouvées), il a examiné des sources historiques. En particulier, il a constaté que le souverain régnait librement par charte et décret en Irlande jusqu'à la fondation de son propre parlement, au Pays de Galles jusqu'à son annexion, à Berwick-upon-Tweed jusqu'à l'époque de Jacques Ier et à Calais jusqu'à sa perte, et que le pouvoir restait incontesté dans d'autres colonies britanniques existantes.
Cependant, contrairement à la Jamaïque, qui avait une assemblée représentative, il avait été précédemment décidé qu'un gouverneur ne pouvait pas passer outre une assemblée gênante. Tout comme en Grande-Bretagne, le roi était restreint par le Parlement, le gouverneur n'avait pas le pouvoir d'imposer des lois ou des impôts à une colonie sans le consentement de son assemblée. Seule une loi du Parlement de Grande-Bretagne pouvait le faire.
Lord Mansfield a reconnu que le droit de 4 ½ % était juste et équitable, voire souhaitable pour éviter de fausser les échanges entre les îles du Vent. Néanmoins, il l'a jugé illégale. Nonobstant les vastes pouvoirs de la couronne, lorsqu'une colonie a une assemblée représentative, l'imposition ne peut être imposée sans son consentement ou par une loi du Parlement.
En l'occurrence, les lettres patentes du 24 juillet 1764 étaient antérieures de quelques mois à l'existence de l'assemblée. Néanmoins, Lord Mansfield a estimé que l'exigence de convoquer l'assemblée figurait dans la proclamation du roi du 9 avril 1764. Par conséquent, l'autorité absolue du roi a pris fin à cette date, même si l'assemblée n'avait pas été convoquée et même le gouverneur qui devait la convoquer n'avait même pas quitté la Grande-Bretagne.

« Par l'inattention des serviteurs du roi à inverser l'ordre dans lequel les actes auraient dû passer et être notoirement publiés, le dernier acte est en contradiction et en violation du premier, et est donc nul. »

## Importance
Campbell v. Hall a été cité ou mentionné dans plusieurs arrêts ultérieurs dans l'Empire britannique. Plus précisément, il a été cité avec approbation dans West Rand Central Gold Mining Company, Limited v. The King, une affaire qui concernait la conquête du Transvaal et l'extinction consécutive des obligations de l'État vaincu. Ses principes ont également été discutés et distingués en ce qui concerne les colonies acquises autrement que par conquête, par le Comité judiciaire du Conseil privé dans sa décision de 1938 dans Sammut v. Strickland.[2]
Cela a également été plaidé en 2008 dans R (Bancoult) contre le secrétaire d'État aux Affaires étrangères et du Commonwealth, où Lord Hoffmann, en présentant son opinion, a déclaré :

« L'autorité pour ces propositions se trouve dans le jugement de Lord Mansfield dans Campbell v Hall (1774) 1 Cowp 204 (« aucune question n'a jamais été soulevée auparavant, sauf que le roi a droit à une autorité législative sur un pays conquis. ») Cet appel exige que vos Seigneuries déterminent les limites de ce pouvoir. »

Il reprit plus tard :

« Bien que le passage du jugement de Lord Mansfield ait été régulièrement cité pour la proposition que le roi ne peut pas légiférer contrairement à des principes fondamentaux de ce genre, je soupçonne que c'est trop lire dans sa remarque. Le passage peut être plus facilement compris si la ponctuation est modernisée de cette manière : La 6ème et dernière proposition est que, si le Roi (et quand je dis le Roi, je veux toujours dire le Roi sans le concours du Parlement) a le pouvoir de modifier l'ancienne et introduire de nouvelles lois dans un pays conquis, cette législation étant subordonnée, c'est-à-dire subordonnée à sa propre autorité au Parlement, il ne peut apporter aucun nouveau changement contraire aux principes fondamentaux : il ne peut exempter un habitant de cette domination particulière, comme par exemple, des lois du commerce, ou du pouvoir du Parlement, ou lui donner des privilèges exclusifs de ses autres sujets ; et ainsi dans beaucoup d'autres cas qui pourraient être mis." »

Campbell c. Hall remettait également en question l'évincement du droit français au Québec par proclamation en 1763. En conséquence, l'Acte de Québec fut adopté en 1774 pour confirmer que le droit français continuait de régir les matières civiles, mais fut évincé au profit du droit anglais en matière pénale.
Le Parlement a par la suite adopté la Loi sur la validité des lois coloniales de 1865 pour faire face à la jurisprudence contradictoire qui a surgi dans les années qui ont suivi Campbell.